# Orient Overseas Container Line
Orient Overseas Container Line, communément appelée OOCL, est une société de transport de conteneurs et de services logistiques dont le siège est à Hong Kong. 

## Histoire
La société s'est déclarée en faillite au milieu des années 80 et la Banque de Chine, basée sur le continent, a fourni 50 millions de dollars sur les 120 millions réunis par Henry Fok. Un autre grand contributeur au sauvetage de l'OOCL a été China Merchants, une branche hongkongaise du ministère chinois des transports.
En 1996, C. C. Tung a pris la direction de la compagnie après l'élection de son frère C. H. Tung au poste de chef de l'exécutif de la région administrative spéciale de Hong Kong.
OOCL a brièvement exploité des navires de passagers en acquérant le Ruahine, le Rangitoto et le Rangitane de la New Zealand Shipping Company, qui ont été rebaptisés Oriental Rio, Oriental Carnival et Oriental Esmeralda pour assurer des services à l'international[réf. nécessaire]. 
En juillet 2017, COSCO annonce l'acquisition de Orient Overseas Container Line pour 6,3 milliards de dollars, lui permettant de devenir le 3e armateur mondial de porte-conteneur.
Après la fusion effective (juillet 2018), COSCO précise que OOCL continuera de fonctionner de manière indépendante.